# Illan Meslier
Illan Stéphane Meslier (Lorient, 2 marzo 2000) è un calciatore francese, portiere del Leeds Utd.

## Carriera

### Nazionale
Con la nazionale Under-20 francese ha preso parte al Mondiale Under-20 2019.

## Statistiche

### Presenze e reti nei club
Statistiche aggiornate al 17 aprile 2023.
| Stagione         | Squadra          | Campionato       | Campionato | Campionato | Coppe nazionali | Coppe nazionali | Coppe nazionali | Coppe continentali | Coppe continentali | Coppe continentali | Altre coppe | Altre coppe | Altre coppe | Totale | Totale |
| Stagione         | Squadra          | Comp             | Pres       | Reti       | Comp            | Pres            | Reti            | Comp               | Pres               | Reti               | Comp        | Pres        | Reti        | Pres   | Reti   |
| ---------------- | ---------------- | ---------------- | ---------- | ---------- | --------------- | --------------- | --------------- | ------------------ | ------------------ | ------------------ | ----------- | ----------- | ----------- | ------ | ------ |
| 2017-2018        | Lorient 2        | CFA              | 16         | -13        | -               | -               | -               | -                  | -                  | -                  | -           | -           | -           | 16     | -13    |
| 2018-2019        | Lorient 2        | CFA              | 1          | -2         | -               | -               | -               | -                  | -                  | -                  | -           | -           | -           | 1      | -2     |
| Totale Lorient 2 | Totale Lorient 2 | Totale Lorient 2 | 17         | -15        |                 | -               | -               |                    | -                  | -                  |             | -           | -           | 17     | -15    |
| 2018-2019        | Lorient          | L2               | 28         | -32        | CF+CdL          | 0+2             | 0               | -                  | -                  | -                  | -           | -           | -           | 30     | -32    |
| 2019-2020        | Leeds Utd        | FLC              | 10         | -4         | FACup+CdL       | 1+0             | -1              | -                  | -                  | -                  | -           | -           | -           | 11     | -5     |
| 2020-2021        | Leeds Utd        | PL               | 35         | -52        | FACup+CdL       | 0               | 0               | -                  | -                  | -                  | -           | -           | -           | 35     | -52    |
| 2021-2022        | Leeds Utd        | PL               | 38         | -78        | FACup+CdL       | 1+3             | -2 + -2         | -                  | -                  | -                  | -           | -           | -           | 42     | -82    |
| 2022-2023        | Leeds Utd        | PL               | 31         | -60        | FACup+CdL       | 3+1             | -5 + -1         | -                  | -                  | -                  | -           | -           | -           | 35     | -66    |
| Totale Leeds Utd | Totale Leeds Utd | Totale Leeds Utd | 114        | -194       |                 | 9               | -11             |                    | -                  | -                  |             | -           | -           | 123    | -205   |
| Totale carriera  | Totale carriera  | Totale carriera  | 159        | -241       |                 | 11              | -11             |                    | -                  | -                  |             | -           | -           | 170    | -252   |

## Palmarès

### Club

#### Competizioni nazionali
- Campionato inglese di seconda divisione: 2

Leeds Utd: 2019-2020, 2024-2025